# Дицинодонтиды
Дицинодонтиды (лат. Dicynodontidae) — семейство синапсид из инфраотряда дицинодонтов, живших с середины пермского по середину триасового периодов (268,8—237,0 млн лет назад) на территории Африки, Евразии и Южной Америки. Выделено Ричардом Оуэном в 1859 году.

## Классификация
По данным сайта Fossilworks, на ноябрь 2017 года в семейство включают 6 вымерших родов:
- Род Elph Kurkin, 1999 (1 вид)
- Род Interpresosaurus Kurkin, 2001 — 1 вид, найден в отложениях пермского периода Восточной Европы[4]
- Род Kunpania Sun, 1978 (1 вид)
- Род Striodon Sun, 1978
- Подсемейство Kannemeyeriinae Huene, 1948 — явно устаревшая классификация, так как существует семейство Kannemeyeriidae
  - Род Calleonasus Kalandadze, 1985
  - Род Rabidosaurus Kalandadze, 1970 (1 вид)

Систематика семейства (как и всего подотряда аномодонтов) не устоялась, часть родов, ранее относимых к семейству, перенесена в надсемейство Dicynodontoidea. 